# João Paleólogo (déspota)
João Ducas Paleólogo (em grego: Ἱωάννης Δούκας Παλαιολόγος; romaniz.: Ioannes Doukas Palaiologos; 1225/1230 – 1272/1273 ou 1274/1275) foi um aristocrata bizantino, irmão do imperador Miguel VIII Paleólogo (r. 1259–1282), que serviu como um comandante-em-chefe do exército. Aparece pela primeira vez em 1256 ao ser enviado à ilha de Rodes. Em seguida, participa no complô da nobreza liderado por seu irmão que resultou na morte do regente niceno Jorge Muzalon. Nos anos seguintes, quando seu irmão proclamou-se imperador, desempenhou proeminente papel nas campanhas militares dele, notadamente na crucial vitória na Batalha de Pelagônia, mas também em repetidas campanhas contra o Despotado do Epiro e contra os turcos na Ásia Menor. Ele retirou-se de serviço ativo após sua derrota na Batalha de Neopatras e morreu pouco depois.

## Biografia

### Início de vida e primeiros sucessos

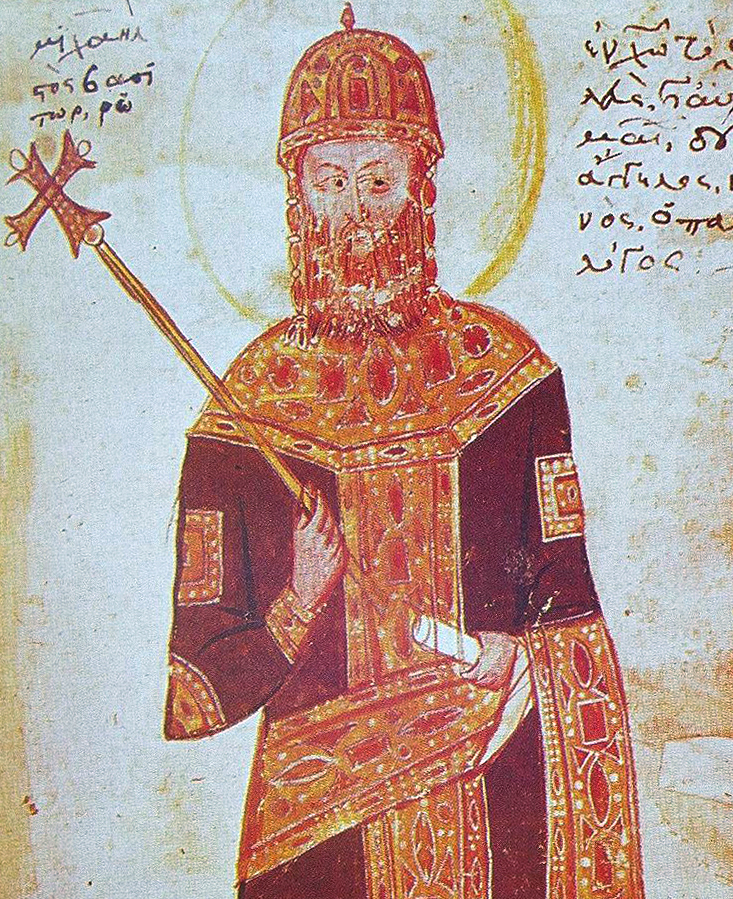
r.

Filho de Andrônico Paleólogo, o grande doméstico do Império de Niceia, e sua primeira esposa Teodora Paleóloga, João Ducas Paleólogo nasceu em algum momento após 1225. Foi o segundo filho deles, depois do futuro imperador Miguel Paleólogo, e o quarto entre os filhos de Andrônico. Nada se sabe sobre ele até 1256, quando parece ter sido enviado para Rodes. A razão para isto, ou seja, se era para assumir o comando de algum posto militar ou administrativo ou como um exílio, é desconhecida. Apareceu novamente em 1258, quando participou no golpe liderado por seu irmão mais velho Miguel Paleólogo, o grande conostaulo, contra o regente de João IV Láscaris (r. 1258–1261), Jorge Muzalon. Após o assassinato de Muzalon, Miguel colocou o jovem imperador sob a proteção de João e seu meio-irmão Constantino. Miguel rapidamente garantiu a sua própria nomeação como regente, e por sua vez nomeou João como grande doméstico e enviou-o para comandar o exército de Niceia na Macedônia, com Aleixo Estrategópulo e João Raul Petralifa como comandantes subordinados.
Após sua coroação como coimperador no começo de 1259, Miguel elevou seu irmão como sebastocrator (Estrategópulo sucedeu-o como grande doméstico) e arranjou um casamento com a filha do general Constantino Tornício. Miguel então ordenou que João atacasse Miguel II Comneno Ducas (r. 1230–1266/1268), o governante do Despotado do Epiro. O exército niceno avançou tão rapidamente que ele pegou o exército epirota de surpresa em seu acampamento em Castória, e forçou-o a fugir em desordem. João então começou a retomar as fortalezas de Deábolis e Ácrida, recentemente capturadas pelos epirotas. As cidades caíram após curtos cercos, e a planície de Pelagônia, com a cidade de Bitola e o entorno do lago Prespa, foi subjugada.
Miguel do Epiro, contudo, comandou suas forças e foi reforçado com homens do Principado de Acaia e os estados latinos do sul da Grécia sob o príncipe Guilherme II de Villehardouin, assim como um contingente siciliano. Outras forças foram fornecidas pelo filho bastardo de Miguel II, João I Ducas, o governante da Tessália. As forças aliadas eram claramente superiores em número, e João Paleólogo evitou um confronto direto fazendo, em vez disso, os arqueiros a cavalos dos turcos e cumanos desgastarem as tropas inimigas. Além disso, o exército aliado foi dividido por objetivos conflitantes e o ódio entre os gregos epirotas e os latinos. Uma briga com Guilherme II levou à retirada do exército epirota e à deserção temporária de João I Ducas ao acampamento de Niceia. No dia seguinte, as forças nicenas atacaram os latinos e garantiram uma vitória esmagadora; Guilherme II e muitos outros barões foram capturados, enquanto a maioria dos soldados latinos foram mortos ou capturados.
Na sequência do sucesso, junto com as forças de João Ducas, João Paleólogo marchou para o sul na Tessália, apreendendo e fortalecendo suas fortalezas, até que ele chegou à cidade de Neopatras, onde fez seu acampamento temporário. Ele então continuou na Beócia, o território do Ducado de Atenas, onde tomou e saqueou Livadeia e Tebas. Neste ponto, no entanto, João I Ducas desertou novamente em favor de seu pai, perturbando o equilíbrio do poder e João foi logo depois chamado para Lâmpsaco. Assim, a reconquista da Grécia permaneceu incompleta e logo foi revertida pela recuperação das fortunas de Epiro.

### Últimos anos e morte

Mapa do Império Bizantino e estados circundantes em 1265

Em Lâmpsaco, João se encontrou com seu irmão, que o recompensou por suas vitórias com o título de déspota, o segundo após o próprio imperador bizantino na hierarquia, enquanto seu sogro Tornício e seu meio-irmão Constantino foram elevados para sebastocratores. Então, ou algum tempo depois, a ele também foram dadas as ilhas de Rodes e Lesbos como domínios pessoais (pronoias). Em julho de 1261, Constantinopla foi recuperada e o Império Bizantino restaurado com Miguel VIII como imperador único. Nesse meio tempo, contudo, as coisas estavam indo mal no Epiro, onde Miguel II tinha recuperado seu reino e foi mais uma vez uma ameaça às possessões imperiais na Macedônia. Em 1261, João foi enviado em campanha contra os epirotas. Após uma longa e dura luta no verão de 1263/1264, ele alcançou a vitória, o que obrigou Miguel II a chegar a um acordo: o governante reconheceu a soberania imperial sob o Epiro e seu filho e herdeiro, Nicéforo, casou-se com Ana Paleóloga Cantacuzena, uma sobrinha de Miguel VIII.
Após seu sucesso, foi enviado à Ásia Menor, onde os ataques turcos sobre as fronteiras bizantinas se tornaram uma ameaça, e onde os colonos turcos começaram a invadir o território imperial. Ali permaneceu até 1267 e alcançou alguns sucessos, assegurando as terras em torno do vale do rio Meandro e restaurando as defesas da região. O historiador Jorge Paquimeres certamente elogiou sua conduta nestas operações, e alegou que a simples menção de sua abordagem causou medo a seus inimigos.
No final da década de 1260, João retornou à Europa, e há evidência de atividade na Macedônia e Tessália. Tinha propriedades no vale no rio Estrimão, na Macedônia, e é atestado em documentos relativos às propriedades dos mosteiros no leste da Tessália, que os bizantinos tinham provavelmente recuperado por esse tempo, após a morte de Miguel II do Epiro, em 1267/1268. João Ducas da Tessália, contudo, manteve-se como um dos principais oponentes do império, e Miguel Paleólogo organizou uma campanha (diversamente datada em 1272/1273 ou 1274/1275)[a] para finalmente dominá-lo. Foi um empreendimento de grande escala: um exército de cerca de 30 000 homens, a maioria mercenários, foram colocados sob o comando de João Paleólogo e Aleixo Cabalário, enquanto as forças terrestres estavam sendo auxiliadas por uma frota de mais de 70 navios sob Aleixo Ducas Filantropeno. A campanha foi inicialmente um sucesso, com o exército bizantino avançando rapidamente através da Tessália e sitiando João Ducas e sua capital Neopatras. Este último, no entanto, foi capaz de escapar em segredo, obtendo ajuda do Ducado de Atenas e derrotando totalmente o exército bizantino sitiante na batalha de Neopatras.
Com suas forças dispersas, João Paleólogo retirou-se para o norte; no seu caminho, ele se informou de um ataque latino à frota bizantina em Demétrias. Recrutando todos os homens que pôde encontrar, o déspota percorreu com suas tropas 40 quilômetros, durante a noite, até Demétrias. Lá eles encontraram a batalha em pleno andamento, e os latinos em vantagem. A chegada de novas tropas, no entanto, desviou o equilíbrio, e a batalha terminou com uma vitória esmagadora bizantina. Apesar de sua contribuição à vitória em Demétrias, João Paleólogo foi abalado pela perda de seu exército em Neopatras. De acordo com as fontes bizantinas, renunciou ao seu título de déspota (embora alguns historiadores modernos postulem que foi revogado por seu irmão) e parece ter morrido logo após a campanha na Tessália (1273/1274 ou 1274/1275, dependendo da data da campanha).